# Afsaneh Najmabadi
Afsaneh Najmabadi (persan : افسانه نجم‌آبادی ; née en 1946) est une historienne et théoricienne du genre irano-américaine. Elle est professeure d'histoire et d'études sur les femmes, le genre et la sexualité à l'université Harvard.

## Biographie
Afsaneh Najmabadi quitte l'université de Téhéran pour étudier au Radcliffe College en 1966. Elle obtient son baccalauréat en physique en 1968 et sa maîtrise en physique en 1970 de l’université Harvard. Elle poursuit des études en sciences sociales, combinant intérêts académiques et engagement dans le militantisme social, d’abord aux États-Unis, puis en Iran. Elle obtient son doctorat en sociologie en 1984 à l'université de Manchester, au Royaume-Uni.

## Carrière
En 1984 et 1985, Afsaneh Najmabadi reçoit la bourse Nemazee du Centre d'études sur le Moyen-Orient de l'université Harvard, elle est chercheuse au Centre Pembroke d'enseignement et de recherche sur les femmes, université Brown en 1988 et 1989 puis à la Harvard Divinity School (dans le cadre du programme intitulé Études sur la religion chez les femmes). Elle est associée à l’Institute for Advanced Study de l’université de Princeton en 1994 et 1995, puis à l’Institut Radcliffe de l’université Harvard au début des années 2000-2001. Après neuf années d'enseignement et de recherche au département d'études sur les femmes du Barnard College, elle rejoint l'université Harvard en juillet 2001 en tant que professeure d'histoire et d'études sur les femmes. Sous sa présidence, la Commission des diplômes en études des femmes a changé de nom et s'appelle désormais Commission des diplômes en études de la femme, du genre et de la sexualité.
Afsaneh Najmabadi est également rédactrice en chef adjointe de l'Encyclopaedia of Women and Islamic Cultures, en six volumes.
Les recherches les plus récentes de Afsaneh Najmabadi portent sur l’étude de la façon dont les concepts et les pratiques sexuées se sont transformés en Iran, de la fin du XIXe siècle à l’Iran actuel.

## Publications
- Afsaneh Najmabadi, Land Reform and Social Change in Iran, Salt Lake City, University of Utah Press, 1987[6]
- Afsaneh Najmabadi, Women's Autobiography in Contemporary Iran, Harvard University Press, 1991[7]
- Afsaneh Najmabadi, The Story of the Daughters of Quchan: Gender and National Memory in Iranian History, Syracuse University Press, 1998[8]
- Afsaneh Najmabadi, Crafting an Educated Housewife in Iran, in Remaking Women: Feminism and Modernity in the Middle East, chapitre 3, sous la direction de Lila Abu-Lughod, Princeton University Press, 1998[9]
- Afsaneh Najmabadi, The Morning After: Travails of Sexuality and Love in Modern Iran, International Journal of Middle East Studies, Vol. 36, Cambridge University Press, 2004[10]
- Afsaneh Najmabadi, Women with Mustaches and Men without Beards: Gender and Sexual Anxieties of Iranian Modernity, University of California Press, Berkeley, 2005[11]
- Afsaneh Najmabadi, Professing Selves: Transsexuality and Same-Sex Desire in Contemporary Iran, Duke University Press, 2013[12]
- Suad Joseph et Afsaneh Najmabadi, Encyclopaedia of Women and Islamic Cultures, Brill Academic Publishers, 2005[13]

## Distinctions
Afsaneh Najmabadi est finaliste du prix Lambda Literary Award en 2014. La même année, elle reçoit le prix Joan Kelly de l'American Historical Association.